# Saison 2017-2018 du Racing Club de Strasbourg Alsace
Maillots
Chronologie
Saison précédente Saison suivante
La saison 2017-2018 du Racing Club de Strasbourg Alsace est la cinquante-septième saison du club alsacien en championnat de France de Ligue 1, plus haut niveau hiérarchique du football français depuis sa création en 1932. Le club, champion de Ligue 2 en 2016-2017, retrouve ce championnat pour la première fois depuis 2007-2008. Elle voit l'équipe alsacienne terminer à la quinzième place avec un total de trente-huit points.
Disputant la saison avec l'unique objectif de se maintenir, les Strasbourgeois effectuent une première moitié de saison très positive les amenant jusqu'à la onzième place du classement avec une avance de cinq points sur le dix-huitième. La deuxième partie de la saison voit cependant le club alsacien se rapprocher de la zone rouge et est marquée par une série de onze matchs sans victoire entre la vingt-sixième et la trente-septième et avant-dernière journée. Le RCSA assure finalement son maintien à la faveur d'une victoire à domicile lors de l'avant-dernière face à l'Olympique lyonnais.
L'équipe est dirigée par Thierry Laurey, en poste depuis mai 2016. Le meilleur buteur de la saison est Stéphane Bahoken avec neuf buts inscrits tandis que Kenny Lala et Dimitri Liénard se partagent le titre de meilleur passeur avec six passes décisives chacun.
Engagés en Coupe de France et Coupe de la Ligue, les Alsaciens effectuent un parcours notable dans la première compétition en atteignant les quarts de finale avant d'être éliminé par le FC Chambly. Le parcours en Coupe de la Ligue s'interromp en huitièmes de finale face au Paris Saint-Germain FC.

## Avant-saison

### Genèse de la saison
Champion de Ligue 2 en 2016-2017, le Racing Club de Strasbourg Alsace retrouve la Ligue 1 neuf ans après sa dernière saison à ce niveau, en 2007-2008. Ce retour, considéré par le président Marc Keller comme un « retour chez lui »,, intervient seulement un an après que le club a retrouvé le statut professionnel, perdu à l'issue de la saison 2010-2011. Il s'agît de la cinquante-septième saison du RCSA au premier échelon national, qu'il a par ailleurs remporté en 1979.
La saison 2017-2018 du Championnat de France de Ligue 1 est la quatre-vingtième édition du championnat de France de football et la seizième sous l'appellation « Ligue 1 ». Elle voit s'opposer vingt clubs en une série de trente-huit rencontres. Le vainqueur de ce championnat est sacré champion de France. Les trois premiers au classement sont qualifiés pour la Ligue des champions tandis que le quatrième se qualifie pour la Ligue Europa, les cinquième et sixième places sont potentiellement qualificatives pour cette même compétition en fonction des vainqueurs de la Coupe de la Ligue et de la Coupe de France. Du côté des relégations, les deux derniers du championnat sont directement relégués en Ligue 2 tandis que le dix-huitième affronte le vainqueur des playoffs de la deuxième division.

### Objectif du club
L'objectif évoqué par le président Keller est le maintien. Pour ce faire, le budget du club pour la saison est de l'ordre de 28 à 30 millions d'euros. Aucun objectif supplémentaire n’est communiqué.

### Préparation d'avant-saison
La reprise de l'entraînement est fixée au 28 juin 2017. Les cinq semaines de préparation incluent six rencontres amicales et un stage.
Le premier de ces matchs oppose le club au FC Zurich au Parc des Sports de Haguenau le 4 juillet (1-1, but de Dimitri Liénard). Du 7 au 14 juillet, les joueurs effectuent ensuite un stage à Vittel et affrontent le FC Lucerne le 8 juillet (4-4). Le lendemain de la fin de ce stage, les Alsaciens rencontrent l'AS Nancy-Lorraine, tout juste reléguée en Ligue 2, à Achenheim et l'emportent 1-0 grâce à un penalty de Liénard. Le 21 juillet, le RCSA bat le FC Sochaux-Montbéliard à Colmar (3-2). Le 29 juillet, les Alsaciens se déplacent sur la pelouse du Dijon FCO, autre pensionnaire de Ligue 1, avant de rencontrer la sélection de l'UNFP à Illkirch-Graffenstaden le lendemain; ces deux confrontations se concluent respectivement sur un match nul et vierge et sur une victoire strasbourgeoise 4-1.

## Mouvements de joueurs

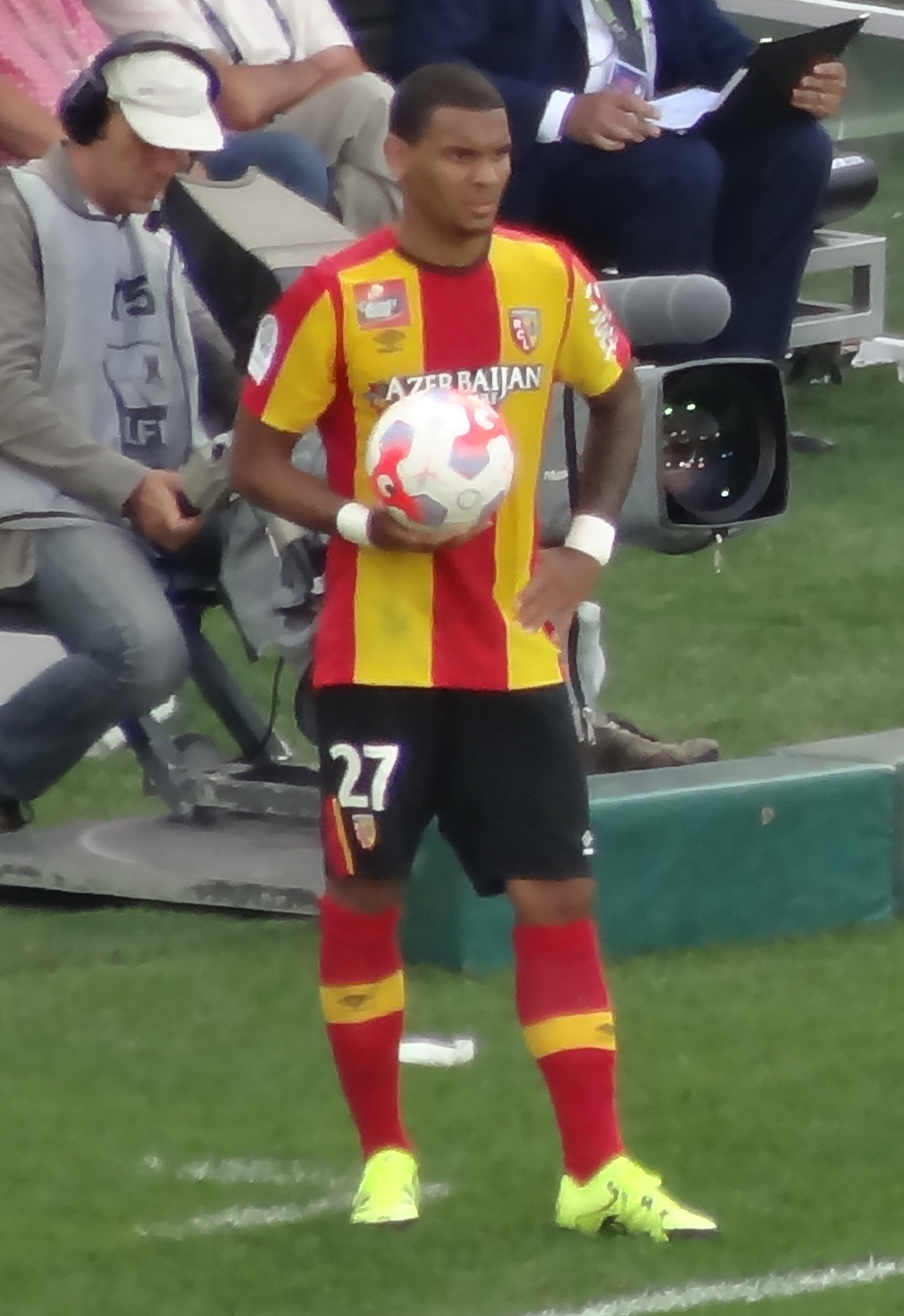
Le Lensois Kenny Lala est la première recrue de l'intersaison.

En fin de contrat, Vincent Gragnic, Éric Marester, Felipe Saad et Corentin Schmittheissler ne sont pas conservés par le club,,. Initialement laissé libre, Landry Bonnefoi prolonge finalement son contrat d'un an.
Khalid Boutaïb, meilleur buteur de la saison précédente, se voit proposer une prolongation de contrat mais rejoint finalement le club turc du Yeni Malatyaspor. Dimitri Liénard et Kader Mangane sont quant à eux prolongés respectivement pour deux et une saison,. De retour de prêts en National, Abdelhak Belahmeur et Oumar Pouye sont annoncés libres de partir, de même que Laurent Dos Santos et Mayoro N'Doye. Dos Santos est libéré de sa dernière année de contrat et rejoint le club de Ligue 2 Valenciennes Football Club le 10 juin 2017 tandis que Belahmeur résilie son contrat pour rejoindre l'US Avranches en National 1 six jours plus tard. Massiré Kanté, prêté au CS Sedan Ardennes la saison précédente, est recruté par le FC Martigues en National 2. Pouye et N'Doye s'en vont quant à eux respectivement l'US Créteil-Lusitanos et le Tours Football Club à la fin du mois de juillet,.
Le 12 juin 2017, le latéral droit de 25 ans Kenny Lala signe pour deux ans en provenance du RC Lens. Il est suivi du défenseur angevin de 28 ans Pablo Martinez neuf jours plus tard. Pour renforcer le secteur offensif, le Valenciennois Nuno Da Costa est recruté pour un peu plus d'un million d'euros le 3 juillet. L'arrivée en transfert libre du milieu offensif Benjamin Corgnet en provenance de l'AS Saint-Etienne est annoncée le même jour. Le recrutement du gardien de but de 20 ans Bingourou Kamara en provenance du Tours FC est officialisé le 13 juillet. L'attaquant international algérien de 25 ans Idriss Saadi rejoint quant à lui les rangs strasbourgeois le 21 juillet, suivi quatre jours plus tard par le milieu de 27 ans Jonas Martin qui arrive en provenance du Betis Séville pour trois ans, le club déboursant une indemnité du transfert estimée entre 1,5 et 2 millions d'euros. Dans les dernières semaines du mercato, le club enregistre les prêts de l'attaquant de 20 ans Martin Terrier en provenance du LOSC Lille puis du défenseur international burkinabé de 29 ans Bakary Koné qui vient du Málaga CF et du latéral français de 24 ans de Watford Dimitri Foulquier. Le mercato hivernal est marqué par le départ du jeune Ihsan Sacko à l'OGC Nice le 27 janvier 2018 suivi du recrutement du milieu tunisien de 19 ans Moataz Zemzemi en provenance du Club africain le 31 janvier.

## Championnat de France de Ligue 1

### Première moitié de saison

#### Un début de saison compliqué: Journées 1 à 7
Le RC Strasbourg commence sa saison le 5 août 2017 avec un déplacement sur la pelouse de l'Olympique lyonnais. Complètement dominés en première mi-temps, les Alsaciens concèdent l'ouverture du score par Mariano Díaz à la 23e minute de jeu ; malgré quelques occasions au début de la deuxième période, le RC Strasbourg encaisse deux buts à l'heure de jeu : d'abord Nabil Fekir sur penalty à la 59e minute puis Díaz marque à nouveau deux minutes après, Fékir marque encore dans les arrêts de jeu, pour un score final de 4-0,.
Pour la deuxième journée, le RC Strasbourg remporte cependant son premier match à domicile face au LOSC Lille (3-0), les Lillois réalisant leurs trois changements dès la 38e minute et se retrouvant à dix après l'expulsion du gardien Mike Maignan à l'heure de jeu pour une altercation avec Benjamin Corgnet. Le RCSA marque ensuite par l'intermédiaire de Jonas Martin à la 74e minute, Dimitri Liénard sur penalty à la 83e et Jérémy Grimm à la 88e,. Cette victoire est suivie d'un match nul 1-1 à Montpellier la semaine suivante. Les Strasbourgeois se déplacent ensuite à Guingamp. Malgré une relative domination alsacienne, notamment en deuxième période, le RCSA ne parvient pas à marquer, touchant par ailleurs les montants à trois reprises et concède finalement l'ouverture du score à l'heure de jeu (but de Mustapha Diallo) avant que Jimmy Briand n'assure la victoire bretonne à la 87e minute de jeu (2-0),.
Les Alsaciens concèdent leur première défaite à domicile face à l'Amiens Sporting Club, autre promu de Ligue 2 et candidat au maintien, le 9 septembre, Gaël Kakuta inscrivant l'unique but de la rencontre à la 13e minute tandis que les Strasbourgeois, « entreprenants mais maladroits », ne parviennent pas égaliser, étant de plus réduits à dix à la 78e minute avec l'exclusion de Kenny Lala (0-1),. Le déplacement à Monaco voit le Racing perdre à nouveau, un but de Rony Lopes en fin de première mi-temps suivi d'un doublé de Radamel Falcao en deuxième période assurant une victoire confortable au champion en titre qui fait chuter le club alsacien à la dix-neuvième place (3-0),. La série de défaites se poursuit lors de la réception du FC Nantes, alors sixième au classement, où, malgré l'ouverture du score alsacienne par Nuno Da Costa à la 10e minute, l'égalisation d'Adrien Thomasson trois minutes plus tard suivie d'un deuxième but de Léo Dubois à la 24e minute suffisent à assurer la victoire aux Canaris malgré la forte domination alsacienne notamment illustrée par une occasion de Dimitri Liénard repoussée sur la ligne en toute fin de match (1-2),.

#### Surplace en bas de classement: Journées 8 à 12
Pour la huitième journée, le RCSA tient en échec le Dijon FCO chez lui ; malgré l'ouverture du score de ces derniers à la 78e minute grâce à Kwon Chang-hoon, les Dijonnais sont réduits à dix après l'exclusion de Cédric Yambéré à la 84e minute avant que Martin Terrier n'inscrive son premier but pour le RCSA durant les arrêts de jeu, mettant ainsi un terme à une série de quatre défaites d'affilée en championnat (1-1),.
Après la trêve internationale du mois d'octobre, les Strasbourgeois accueillent l'Olympique de Marseille. Menés dès la 5e minute après un but de Payet, les Alsaciens égalisent à la demi-heure de jeu grâce à un but de Jean-Eudes Aholou ; les Marseillais reprennent l'avantage à la 48e minute par Morgan Sanson avant que Bakary Koné n'égalise une nouvelle fois à l'heure de jeu et que Dimitri Liénard ne donne l'avantage au RCSA un quart d'heure plus tard. L'égalisation de Konstantínos Mítroglou en fin de match oblige cependant les deux équipes à partager les points au terme d'un match nul « intense et spectaculaire » (3-3).
Strasbourg obtient finalement sa deuxième victoire de la saison lors du déplacement sur la pelouse de l'OGC Nice, alors en difficulté en deuxième partie de classement. Prenant l'avantage à la 23e minute de jeu grâce à Nuno Da Costa, les Alsaciens dominent globalement la première période et ratent plusieurs fois l'occasion d'accroître leur avance ; la deuxième mi-temps est cependant plus compliquée, malgré le deuxième but rapide de Da Costa à la 48e minute, les Strasbourgeois sont vite réduits à dix à la suite de l'exclusion d'Ernest Seka à la 53e minute, débouchant sur un penalty transformé par Pierre Lees-Melou pour les Niçois ; malgré ce désavantage, les Bleus et Blancs parviennent à tenir leur avantage au score et remportent leur première victoire à l'extérieur de la saison (1-2),.
La bonne dynamique alsacienne connaît cependant un coup d'arrêt lors de la réception du SCO d'Angers où, malgré une domination globale et la prise de l'avantage par Kenny Lala à la 27e minute, les Angevins parviennent à revenir puis à prendre l'avantage sur leurs deux seuls tirs cadrés du match par l'intermédiaire de Karl Toko-Ekambi à la 68e puis de Gilles Sunu à la 75e minute. Malgré l'égalisation de Terrier deux minutes plus tard, Strasbourg ne parvient pas à retrouver la faille et doit concéder le point du match nul (2-2),. Ce résultat décevant est suivi d'une lourde défaite sur la pelouse de l'ES Troyes AC où des Alsaciens réduits à la dix dès la demi-heure de jeu à la suite d'un carton rouge direct de Da Costa s'effondrent en deuxième période, concédant très rapidement l'ouverture du score par Suk Hyun-jun à la 48e minute avant que Saîf-Eddine Khaoui n'accroisse l'avantage troyen à la 55e minute et qu'Adama Niane n'assure la victoire des locaux lors des arrêts de jeu (3-0),.

#### Remontée vers le milieu de classement: Journées 13 à 19
Le Racing retrouve le chemin de la victoire le 18 novembre 2017 lors de la réception du Stade rennais. Ouvrant le score en première période grâce Jérémy Blayac, les Alsaciens parviennent à conserver leur avance durant la deuxième période, tandis que les Rennais se retrouve à dix après l'heure de jeu après l'exclusion de Morgan Amalfitano et encaissent un deuxième but par Stéphane Bahoken à la 82e minute ; la réduction de l'écart d'Adrien Hunou en fin de match n'empêche pas Strasbourg de remporter sa troisième victoire de la saison et de sortir de la zone de relégation (2-1),.
En déplacement sur la pelouse de l'AS Saint-Étienne la semaine suivante, les Strasbourgeois se trouvent globalement dominés durant la première période, encaissant un but de Hernani à la 41e minute avant d'égaliser trois minutes plus tard par Jean-Eudes Aholou. La domination stéphanoise se poursuit en deuxième mi-temps et débouche sur un but de Kévin Monnet-Paquet à la 56e minute, suivi d'une nouvelle égalisation alsacienne à la 63e minute sur un penalty de Jonas Martin (score final : 2-2),. Recevant SM Caen en milieu de semaine le 28 novembre, les Bleu et blancs obtiennent un match nul et vierge « miraculeux » face à une équipe malherbiste très entreprenante qui a très nettement dominé la rencontre, touchant les montants alsaciens à deux reprises (0-0),.
Les Strasbourgeois enchaînent un deuxième match d'affilée à domicile quatre jours plus tard avec la réception du Paris Saint-Germain, solide leader du championnat avec dix points d'avance sur son dauphin et invaincu jusqu'ici. Prenant l'avantage dès la 13e minute par l'intermédiaire de Nuno Da Costa, les Alsaciens subissent une forte domination des visiteurs, concédant onze tirs durant la première période et finissant par encaisser l'égalisation à la 42e minute par Kylian Mbappé. Toujours largement dominés dans le jeu, le Racing procède principalement en contres durant la rencontre, une approche récompensée à la 65e minute par un but de Bahoken qui redonne l'avantage aux Bleu et blancs sur leur deuxième tir cadré du match. La fin de match est notamment marquée par la blessure du gardien strasbourgeois Bingourou Kamara, remplacé par Alexandre Oukidja à la 72e minute, qui débouche sur un temps additionnel de neuf minutes durant lequel cinq cartons jaunes sont délivrés de part et d'autre tandis que les Parisiens n'arrivent finalement pas à égaliser et concèdent leur première défaite de la saison (2-1),.
Le RCSA enchaîne une deuxième victoire d'affilée le 8 décembre sur la pelouse des Girondins de Bordeaux, où un but de Bahoken dès la 2e minute de jeu suivi d'un autre de Dimitri Liénard sur coup franc à la 38e minute permettent aux visiteurs d'avoir une avance de deux buts au terme de la première période face à des Bordelais « sans tranchant » ne parvenant pas à concrétiser leurs propres occasions. Les hôtes se montrent une nouvelle fois entreprenants au retour des vestiaires mais ne parviennent pas à inscrire le moindre but tandis que Martin Terrier inscrit le troisième but alsacien sur une contre-attaque à la 64e minute de jeu (0-3),. La bonne série alsacienne se poursuit la semaine suivante lors de la réception du Toulouse FC où deux buts, de Martin sur penalty à la 25e minute et de Kader Mangane à la 52e minute, permettent aux hôtes de remporter une troisième victoire d'affilée, malgré l'égalisation de Max-Alain Gradel entre-temps à la demi-heure de jeu, et de monter en première moitié de classement pour la première fois de la saison (2-1),.
L'année 2017 se termine cependant de manière décevante lors du « derby de l'Est » sur la pelouse du FC Metz où les Alsaciens, mis en difficulté tout au long de la rencontre et ne parvenant pas à concrétiser leurs quelques opportunités, encaissent trois buts en deuxième période respectivement par Florent Mollet à l'heure de jeu, Nolan Roux à la 71e minute et Emmanuel Rivière dix minutes plus tard, faisant concéder au RCSA sa première défaite en championnat depuis le 4 novembre,. Le club se classe ainsi à la onzième place au classement à l'issue de la première partie de saison, avec cinq points d'avance sur la dix-huitième place.
| Rang | Équipe               | Pts | J  | G | N | P  | Bp | Bc | Diff |
| ---- | -------------------- | --- | -- | - | - | -- | -- | -- | ---- |
| 8    | EA Guingamp          | 26  | 19 | 7 | 5 | 7  | 21 | 24 | -3   |
| 9    | Stade rennais FC     | 25  | 19 | 7 | 4 | 8  | 24 | 26 | -2   |
| 10   | Dijon FCO            | 24  | 19 | 7 | 3 | 9  | 28 | 33 | -5   |
| 11   | RC Strasbourg Alsace | 24  | 19 | 6 | 6 | 7  | 24 | 31 | -7   |
| 12   | SM Caen              | 24  | 19 | 7 | 3 | 9  | 12 | 21 | -9   |
| 13   | Amiens SC            | 21  | 19 | 6 | 3 | 10 | 16 | 21 | -5   |
| 14   | ES Troyes AC         | 21  | 19 | 6 | 3 | 10 | 20 | 27 | -7   |

### Deuxième moitié de saison

#### Une reprise difficile: Journées 20 à 25
Les Strasbourgeois reprennent le championnat le 13 janvier 2018 avec la réception de l'En Avant de Guingamp, qui se conclut par une victoire logique des Bretons sur le score de 2-0, avec deux buts rapides en première période par Yannis Salibur à la 8e minute puis Nicolas Benezet à la 16e minute. Les visiteurs maîtrisent par la suite les débats face à des bleu et blancs inoffensifs qui connaissent leur premier revers à domicile depuis la septième journée,. Les Alsaciens enchaînent une troisième défaite d'affilée trois jours plus tard sur la pelouse de l'Olympique de Marseille, où le RCSA parvient à tenir en échec les Olympiens durant une grande partie de la rencontre avant que Clinton Njie ne donne l'avantage aux hôtes à la 79e minute et que Dimitri Payet n'assure définitivement la victoire marseillaise à la 87e minute,.
Le Racing retrouve le chemin de la victoire lors de la réception du Dijon FCO le 20 janvier, les Strasbourgeois entamant parfaitement la rencontre en ouvrant le score par l'intermédiaire de Jean-Eudes Aholou dès la 5e minute avant de faire le break grâce à un penalty de Kenny Lala à la 19e minute. Les Dijonais répondent cependant à la 33e minute par le biais de Júlio Tavares avant que Oussama Haddadi n'égalise juste avant la mi-temps. Les deux équipes se maîtrisent au cours de la deuxième période jusqu'à ce que le DFCO ne concède un seconde penalty, transformé une nouvelle fois par Lala à la 79e minute. Le score ne bouge plus par la suite et voit le RCSA remonter à la dixième place du classement avec cinq points d'avance sur le dix-huitième Lille,.
Huit jours plus tard, sur la pelouse de ces mêmes Lillois, les Dogues et les Alsaciens se tiennent au coude-à-coude durant la majeure partie de la rencontre, l'ouverture du score du lillois Anwar El-Ghazi à la 76e minute étant notamment annulée par Idriss Saadi deux minutes plus tard. Un but d'Edgar Ié dans les derniers instants du match permet cependant aux hôtes de l'emporter sur le score de deux à un. S'ensuit un nouveau revers, à domicile, face aux Girondins de Bordeaux, Younousse Sankharé à la 3e minute et Gaëtan Laborde à la 53e tirant profit des largesses défensives strasbourgeoises pour leur infliger leur quatrième revers à domicile de la saison.
Le RCSA se reprend lors de la réception de Troyes, autre concurrent au maintien, où deux buts coup-sur-coup de Jean-Eudes Aholou à la 65e minute puis Jérémy Blayac quatre minutes plus tard permettent aux bleu et blancs de l'emporter, malgré la réduction d'Adama Niane en fin de match et de reprendre cinq points d'avance sur le barragiste Angers.

#### Une fin de saison difficile: Journées 26 à 38
Les Alsaciens s'inclinent la semaine suivante sur la pelouse du Paris Saint-Germain sur le score de 5-2, l'ouverture du score d'Aholou à la 6e minute étant suivie par l'égalisation Julian Draxler quatre minutes plus tard et deux autres buts parisiens par Neymar à la 21e minute et Ángel Di María deux minutes après. Malgré la réduction de l'écart par Stéphane Bahoken à la 67e minute, un doublé d'Edinson Cavani à la 73e puis à la 79e minute assure définitivement la victoire parisienne.
Strasbourg obtient son premier match nul depuis la quinzième journée lors de la réception de Montpellier, qui se conclut sur un match nul et vierge peu spectaculaire. S'ensuit une défaite décevante sur la pelouse de Caen où le manque d'efficacité offensive et défensive des Alsaciens se trouvent punit à deux reprises par Enzo Crivelli juste avant la mi-temps puis par Frédéric Guilbert en fin de match. Les bleu et blancs connaissent un quatrième match sans victoire lors de la réception du dauphin AS Monaco, qui ouvre rapidement le score par l'intermédiaire de Stevan Jovetic dès la 5e minute de jeu avant que l'égalisation de Bahoken à la 19e soit suivie d'un but de Rony Lopes deux minutes après et que Fabinho n'assure la victoire monégasque avant la mi-temps, les Monégasques inscrivant leurs trois buts sur leurs trois seuls tirs cadrés du match,.

### Classement final et statistiques
Le Racing Club de Strasbourg Alsace termine à la quinzième place du championnat de Ligue 1 avec neuf victoires, onze matchs nuls et dix-neuf défaites pour un total de 38 points, soit un de plus que le dix-huitième et barragiste Toulouse, et à égalité avec le SM Caen et le Lille OSC qui affichent tous deux une différence de buts inférieure. Les Strasbourgeois enregistrent la onzième meilleure attaque du championnat avec 44 buts inscrits, tandis que leur défense se classe à la dix-septième position, à égalité avec le Lille OSC, avec 67 buts encaissés. Le Racing est par ailleurs la treizième meilleure formation du championnat à domicile, ayant accumulé un total de 27 points en dix-neuf rencontres au stade de la Meinau ; à contrario, la formation alsacienne n'a obtenu que 11 points de ses dix-neuf déplacements, la classant dix-neuvième équipe à l'extérieur juste devant l'ES Troyes AC. Elle se classe par ailleurs douzième au classement du fair-play établi par la Ligue de football professionnel avec 81 points.
Le RCSA passe la grande majorité de sa saison entre la quatorzième et la dix-huitième place, n'occupant les places de relégations directe et de barragiste qu'en tout début de championnat avant de s'établir en deuxième moitié de classement. La quinzième place du club lui permet de se maintenir dans l'élite du football français et de disputer la Ligue 1 2018-2019. Le vainqueur du championnat est le Paris Saint-Germain, suivi de l'AS Monaco et de l'Olympique lyonnais. Dans le même temps, le FC Metz et l'ES Troyes AC sont relégués directement en deuxième division tandis que Toulouse se maintient à l'issue des barrages face à l'AC Ajaccio.
Extrait du classement final de Ligue 1 2017-2018
| Rang | Équipe                 | Pts | J  | G  | N  | P  | Bp | Bc | Diff |
| ---- | ---------------------- | --- | -- | -- | -- | -- | -- | -- | ---- |
| 12   | EA Guingamp            | 47  | 38 | 12 | 11 | 15 | 48 | 59 | -11  |
| 13   | Amiens SC P            | 45  | 38 | 12 | 9  | 17 | 37 | 42 | -5   |
| 14   | Angers SCO             | 41  | 38 | 9  | 14 | 15 | 42 | 52 | -10  |
| 15   | RC Strasbourg Alsace P | 38  | 38 | 9  | 11 | 18 | 44 | 67 | -23  |
| 16   | SM Caen                | 38  | 38 | 10 | 8  | 20 | 27 | 52 | -25  |
| 17   | Lille OSC              | 38  | 38 | 10 | 8  | 20 | 41 | 67 | -26  |
| 18   | Toulouse FC            | 37  | 38 | 9  | 10 | 19 | 38 | 54 | -16  |

## Parcours en coupes

### Coupe de France
La Coupe de France 2017-2018 est la 101e édition de la Coupe de France, compétition à élimination directe mettant aux prises les clubs de football amateurs et professionnels à travers la France métropolitaine et les DROM. Elle est organisée par la FFF et ses ligues régionales. Vainqueur de la compétition à trois reprises en 1951, 1966 et 2001, le RCSA avait été éliminé lors des huitièmes de finale par l'US Avranches la saison précédente.
Le Racing fait son entrée dans la compétition lors des trente-deuxièmes de finale en accueillant le club de Ligue 1 Dijon FCO le 7 janvier 2018. Après une première période équilibré, ce sont les Alsaciens qui ouvrent le score à l'heure de jeu par l'intermédiaire d'Anthony Gonçalves avant d'être rejoints cinq minutes plus tard sur un but de Papy Djilobodji. Le score n'évolue plus lors du temps réglementaire, amenant les deux équipes en prolongation. Les Strasbourgeois font très vite la différence, Jérémy Blayac puis Nuno Da Costa inscrivant deux buts coup sur coup aux 92e et 93e minutes de jeu. Les Dijonnais réduisent l'écart par de Júlio Tavares à la 103e minute mais le score en reste là (3-2),.
Le tour suivant, disputé le 25 janvier, voit Strasbourg accueillir un autre pensionnaire de Ligue 1, le Lille OSC. Sur une pelouse détrempée, le RCSA fait la différence dans un premier temps à la demi-heure de jeu sur un but de Da Costa avant d'accroître son avance grâce à Idriss Saadi à la 48e minute. Malgré la réduction du score d'Yves Bissouma à la 54e minute, les bleu et blancs tiennent leur avance et se qualifient pour les huitièmes de finale, qui les voit se déplacer sur la pelouse du Grenoble Foot 38, club de National, qu'ils éliminent sur le score de 3-0 avec des buts de Stéphane Bahoken à la demi-heure de jeu, Martin Terrier à la 78e minute et Gonçalves en toute fin de match.
L'aventure alsacienne prend fin lors des quarts de finale, qui voit le FC Chambly Oise l'emporter sur le score d'1-0 à la faveur de Lassane Doucouré, qui inscrit l'unique but de la rencontre à la 83e minute.

### Coupe de la Ligue
La Coupe de la Ligue 2017-2018 est la 24e édition de la Coupe de la Ligue, compétition à élimination directe organisée par la Ligue de football professionnel (LFP) depuis 1994, qui rassemble uniquement les clubs professionnels de Ligue 1, Ligue 2 et National. Double vainqueur de la compétition en 1997 et 2005, le RCSA avait été éliminé au deuxième tour par l'AJ Auxerre la saison précédente.
Le Racing fait son entrée dans la compétition lors des seizièmes de finale en recevant l'AS Saint-Étienne le 25 octobre 2017. Après avoir ouvert le score à la 36e minute par l'intermédiaire de Stéphane Bahoken, les Alsaciens se font en fin de match grâce à un coup franc d'Hernani à la 84e minute, amenant les deux équipes à une prolongation. Le score n'évolue plus et le vainqueur se décide à l'issue d'une séance de tirs au but que les Strasbourgeois remportent 5-4, ne ratant aucun de leurs tirs au but tandis que Romain Hamouma est le seul à rater le sien côté stéphanois.
Le tour suivant voit Strasbourg recevoir le tenant du titre le Paris Saint-Germain le 13 décembre. Jouée sous la pluie, les Parisiens prennent rapidement le match en main, prenant l'avantage par l'intermédiaire d'un but contre son camp de Yoann Salmier dès la 12e minute avant d'accroître son avance par Ángel Di María à la 25e minute. Jérémy Grimm réduit l'écart côté alsacien à la 36e minute. Au retour des vestiaires, Dani Alves puis Julian Draxler accroissent l'avance parisienne aux 62e et 78e minutes de jeu avant que Jérémy Blayac n'inscrive le dernier but du match côté alsacien en fin de match.

## Matchs officiels de la saison
Le tableau ci-dessous retrace dans l'ordre chronologique les rencontres officielles disputées par le Racing Club de Strasbourg Alsace durant la saison. Le club alsacien a ainsi disputé trente-huit matchs de championnat, quatre tours de Coupe de France et deux de Coupe de la Ligue. Les buteurs sont accompagnés d'une indication sur la minute de jeu où est marqué le but et, pour certaines réalisations, sur sa nature (penalty ou contre son camp).
Le bilan général de la saison est de douze victoires, douze matchs nuls et vingt défaites avec 55 buts marqués pour 76 encaissés. Les scores les plus fréquents sont la victoire 2-1 et le match nul 1-1 qui se sont produits à six reprises, suivis de la défaite 2-0 qui s'est produite à cinq reprises.
| Compétition       | MJ | V  | N  | D  | Bp | Bc | Diff |
| ----------------- | -- | -- | -- | -- | -- | -- | ---- |
| Ligue 1           | 38 | 9  | 11 | 18 | 44 | 67 | -23  |
| Coupe de France   | 4  | 3  | 0  | 1  | 8  | 4  | +4   |
| Coupe de la Ligue | 2  | 0  | 1  | 1  | 3  | 5  | -2   |
| Total             | 44 | 12 | 12 | 20 | 55 | 76 | -21  |

## Joueurs et encadrement technique

### Encadrement technique

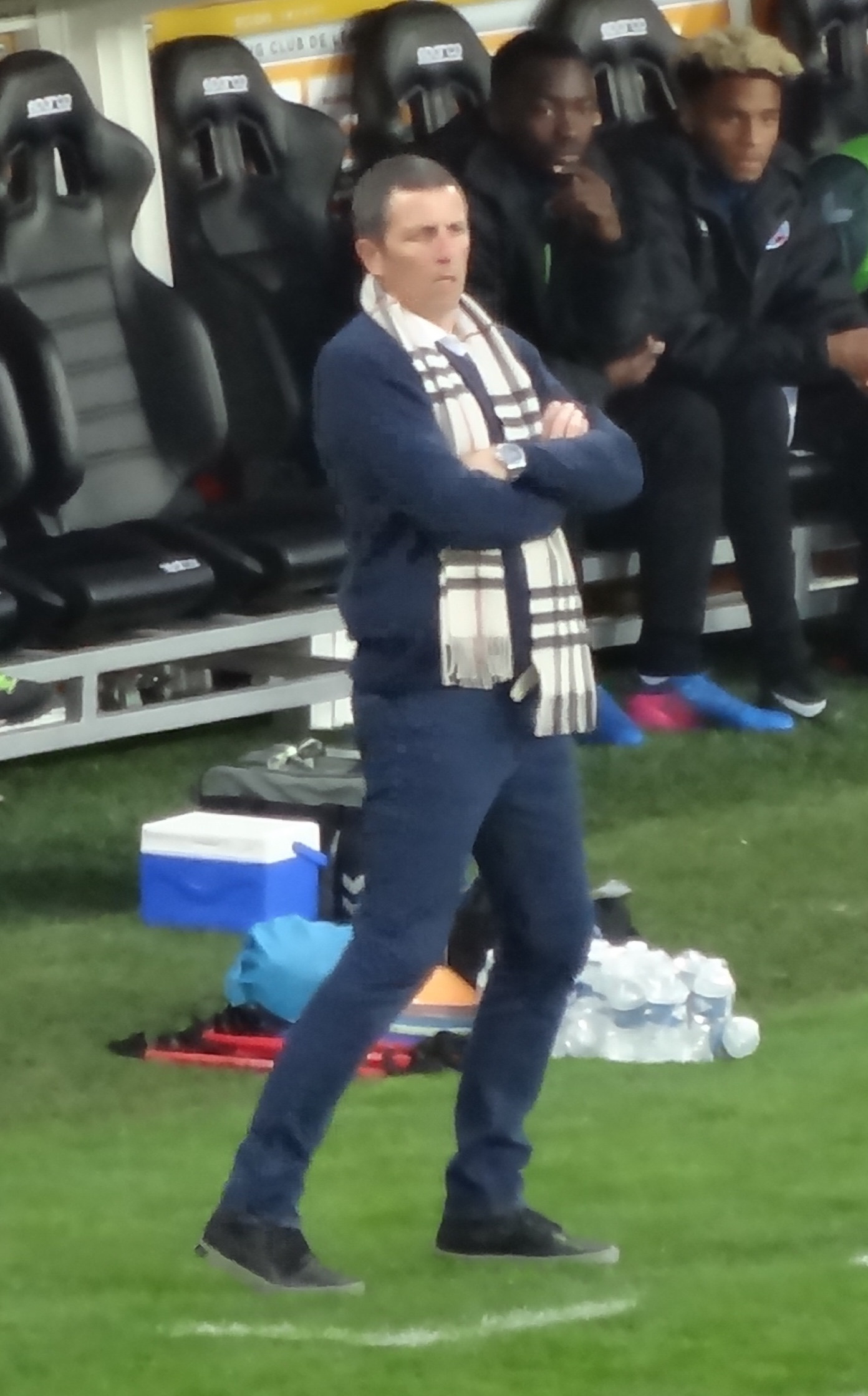
Thierry Laurey entame sa deuxième saison sur le banc strasbourgeois.

L'équipe est entraînée par Thierry Laurey, en poste depuis le 31 mai 2016. Natif de Troyes, il a notamment évolué aux postes de milieu de terrain et de défenseur à divers clubs tels que l'US Valenciennes entre 1982 et 1986, ou encore au Montpellier Hérault entre 1987 et 1988 puis entre 1991 et 1998, passant également par le Paris Saint-Germain et l'Olympique de Marseille. Il dispute un total de 518 matchs et inscrit 52 buts. À la fin de sa carrière, il intègre le staff technique de Montpellier en tant qu'adjoint puis entraîneur des équipes jeunes. Il est nommé à la tête du FC Sète, alors en National, en 2007 avant de rejoindre Amiens SC, club de Ligue 2, avec lequel il connaît la relégation avant de quitter le club. Il est nommé à la tête d'Arles-Avignon en 2011, mais est renvoyé en novembre de l'année suivante pour cause de mauvais résultats. Son plus grand succès vient au Gazélec Ajaccio, qu'il rejoint en 2013 et parvient à emmener de National en Ligue 1 en l'espace de deux saisons, mais qu'il quitte sur une 19e place synonyme de relégation pour rejoindre le RC Strasbourg avec lequel il est promu à l'issue de sa première saison, lui permettant de revenir en première division un an après l'avoir quittée. Il est assisté par Fabien Lefèvre et Sébastien Roi.
Fabien Lefèvre a déjà été adjoint de Thierry Laurey sur le banc du Gazélec Ajaccio lors de la saison 2015-2016, et arrive en Alsace en même temps que celui-ci. Il a notamment joué au Montpellier Hérault entre 1991 et 1997 puis entre 2000 et 2004, côtoyant le technicien troyen en tant que joueur puis membre du staff montpelliérain. Après sa carrière de joueur il intègre lui aussi le staff technique du club héraultais, entraînant les équipes jeunes puis l'équipe réserve du club avant de rejoindre Laurey à Ajaccio.
Entraîneur-adjoint depuis l'été 2011, Sébastien Roi a donc connu trois entraîneurs : François Keller entre 2011 et 2014, Jacky Duguépéroux entre 2014 et 2016, et enfin Thierry Laurey. Âgé de 37 ans, il a principalement évolué en CFA 2 avec le Vauban Strasbourg et le Mars Biesheim avant de devenir entraîneur de l'ASC Biesheim entre 2009 et 2011 puis du FCSR Obernai, en complément de son poste d'entraîneur-adjoint, entre 2011 et 2015, tous deux en divisions régionales.
Florian Bailleux est le préparateur physique du club depuis la saison 2014-2015, il a auparavant exercé à Boulogne-sur-Mer puis à Carquefou.
Jean-Yves Hours arrive en tant qu'entraîneur des gardiens en juin 2016. Tout comme Thierry Laurey et Fabien Lefèvre, il passe une partie de sa carrière au Montpellier Hérault, évoluant également par la suite dans le club corporatif du groupe Nicollin de Louis Nicollin, président du club montpelliérain. Il intègre ainsi le staff du MHSC en 2001 en tant qu'entraîneur des gardiens au centre de formation du club. Il rejoint en 2003 le staff du CS Sedan Ardennes puis celui d'Évian Thonon Gaillard de 2009 à 2014. Il est entraîneur des gardiens de la sélection guinéenne, entraînée par Luis Fernandez, entre mai 2015 et janvier 2016.

### Joueurs en sélection nationale
Lors de la première trêve internationale intervenant à l'issue de la quatrième journée de championnat, quatre joueurs sont appelés en sélection nationale.
Bingourou Kamara a été retenu par Sylvain Ripoll en Équipe de France Espoirs et affronte le Chili le 1er septembre en match amical en vue de la rencontre face au Kazakhstan le 5 septembre dans le cadre des éliminatoires de l’Euro Espoirs 2019.
Nuno Da Costa a été convoqué par la sélection du Cap-Vert pour disputer deux rencontres des éliminatoires de la Coupe du Monde 2018 face à l’Afrique du Sud en matchs aller-retour le 1er septembre et 5 septembre.
Idriss Saadi est appelé par la sélection de l'Algérie pour jouer en match aller-retour contre la Zambie les 2 et 5 septembre, également pour la qualification à la Coupe du Monde 2018.
À la suite de l'exclusion de Jean-Kévin Augustin par le sélectionneur de l’équipe de France Espoirs Sylvain Ripoll, Martin Terrier est convoqué dans la sélection et évoluera aux côtés de Bingourou Kamara.

### Récompenses et distinctions
Le RCSA n'a pas gagné de titre sportif durant cette saison. Les supporters du Racing ont gagné le titre de vice-champion des tribunes, championnat entre supporters créé par la Ligue de Football Professionnel.
| Mois          | Joueur            |
| ------------- | ----------------- |
| Octobre 2017  | Kenny Lala        |
| Novembre 2017 | Dimitri Liénard   |
| Décembre 2017 | Dimitri Liénard   |
| Janvier 2018  | Kenny Lala        |
| Février 2018  | Jean-Eudes Aholou |
| Mars 2018     | Dimitri Liénard   |
| Avril 2018    | Alexandre Oukidja |
| Mai 2018      | Dimitri Liénard   |

## Aspects juridiques et économiques

### Structure juridique et organigramme
La société par actions simplifiée Racing Club de Strasbourg Alsace est toujours présidée par Marc Keller pour la saison 2017-2018, depuis juin 2012. La structure juridique et le capital restent inchangés par-rapport à la saison précédente. Il est possible de noter depuis le 5 juillet 2017 que le président du Racing au sens juridique est la société MK Consulting - Marc Keller Conseils, créée également en 2012 en même temps que le club et gérée par Marc Keller.
En ce qui concerne l'organigramme, Pierre Schmidt reste président du conseil de surveillance tandis que Romain Giraud reste secrétaire général, s'occupant de toute l'organisation courante du club. Le club ayant retrouvé le statut professionnel depuis la saison précédente, aucun ajustement de structure n'est imposé. Concernant les autres postes administratifs, le club a embauché Thierry Hubac en tant que responsable communication, poste jusqu'alors vacant.

### Éléments économiques et financiers
Le 13 juin 2017, la DNCG valide en l'état le budget du club, sans restrictions.
La DNCG informe le club, avant l'audition de mi-saison de chaque club, que le RCSA n'a pas besoin d'être auditionné, ce qui signifie qu'aucun risque financier existe et que les prévisions budgétaires sont entièrement respectées.
La publication du rapport financier par la LFP indique que le RCSA dispose du meilleur résultat d'exploitation de la Ligue 1, avec 6,57 millions d'euros d'excédent. Le résultat net de la saison est de 5,55 millions d'euros, et est le meilleur de l'histoire du club.

### Équipementier et sponsors
Lors de la présentation officielle des maillots de la saison, le RCSA annonce que la société CroisiEurope devient co-partenaire principale aux côtés de la société ES Strasbourg, et remplace ainsi la société CGV.
C'est également les dix ans de partenariats avec le fabricant Hummel.
Le 2 août 2017, le Racing annonce une prolongation de deux années de son partenariat avec le groupe Severin, fabricant allemand d'appareils électroménagers. La marque sera présente sur les shorts du club.
Le 4 août 2017, un nouveau partenaire principal du club est annoncé pour trois saisons, il s'agit du groupe Hager, fournisseur de services pour les installations électriques.
Trois jours après, le 7 août, le club annonce un partenariat avec le groupe Boulanger, pour deux saisons. Boulanger sera partenaire de la Family Zone.
Trois nouveaux partenariats majeurs sont négociés durant l'été, et permettent au club d'atteindre environ 350 partenaires grâce à sa stratégie marketing mise en œuvre depuis son retour dans le monde professionnel. Le club souhaite augmenter au maximum ses recettes naturelles découlant des contrats, et précise également que les services Premium (loges, accès VIP, etc) sont intégralement utilisés et qu'ainsi 100 % de la capacité commerciale du stade sont exploités.
De nombreux nouveaux partenaires signent des partenariats en cours de saison, tels que Intersport qui exploitera la boutique du club, McDonalds Eurométropole, qui devient le restaurant officiel du club, et le groupe Alila, promoteur immobilier.
Cette saison est marquée par la fin du partenariat avec l'équipementier Hummel, après onze années, et qui est remercié lors du dernier match au stade de la Meinau, le 12 mai 2018.

## Aspects socio-économiques

### Affluence
L'affluence cumulée de la saison à domicile est de 523 608 spectateurs pour vingt-trois matchs, soit une moyenne de 22 766 spectateurs par match. Le club comptabilise par ailleurs la huitième meilleure affluence moyenne de Ligue 1 avec 24 083 spectateurs par match.
L'affluence la plus élevée de la saison est réalisée lors de la réception de l'Olympique de Marseille le 15 octobre 2017, à guichets fermés, à laquelle 26 015 spectateurs ont assisté,. Par ailleurs, quatre autres rencontres se sont déroulées à guichets fermés : contre le SCO Angers le 28 octobre 2017, contre le Paris Saint-Germain par deux fois, d'abord en championnat le 2 décembre 2017 puis en Coupe de la Ligue onze jours plus tard, pour le derby de l'Est face au FC Metz le 1er avril 2018, face à l'OGC Nice le 28 avril 2018 et enfin face à l'Olympique Lyonnais, le 12 mai 2018. Sept rencontres lors de cette saison se sont disputées à guichets fermés.
Les affluences les plus faibles sont enregistrées lors des matchs de Coupe de France, où les réceptions du Dijon FCO et du Lille OSC accueillent respectivement 12 269 et 10 097 spectateurs.

### Retransmission télévisée
Les matchs sont diffusés le vendredi soir à 21h, le samedi à 17h et le dimanche à 21h sur Canal+. Les matchs sont diffusés le samedi à 20h en multiplexe et le dimanche à 15h et 17h sur Bein Sports.
La rencontre à domicile face à Lille est décalée au dimanche à 15h. La rencontre à Guingamp est également décalée au dimanche 15h. La rencontre face à l'AS Monaco est diffusée le samedi à 17h, et celle face au FC Nantes le dimanche à 17h. La rencontre face au Paris SG est décalée au samedi à 17h également.
La rencontre à la Meinau face à l'Olympique de Marseille constitue l'affiche de la neuvième journée de Ligue 1, et est donc diffusée le dimanche soir à 21 h.
Bein Sports consacre durant toute la saison un reportage mensuel sur le RCSA intitulé La Traversée.
Jérémy Grimm et Dimitri Liénard sont invités sur le plateau de l'émission J plus un pour la dernière émission de la saison, le dimanche 20 mai 2018.

### Supporteurs
Lors du lancement de la campagne d'abonnements de la saison, le club revoit sa sectorisation. De nouvelles zones Premium sont créées en tribune Est (réservée aux familles) et Sud (présidentielles). Des zones réservées aux étudiants sont créées dans le quart de virage Nord-Ouest. La principale évolution consiste en la création de billets réservés aux femmes. En partenariat avec l'association Femmes de foot, et dans le but de promouvoir l'accès au stade pour les femmes, le club propose des tarifs plus avantageux dans certaines tribunes, et crée un kop uniquement féminin. Une alcôve réservée aux femmes est également construite. Lors de cette campagne, les abonnés de la saison 2016-2017 disposent d'une priorité pour l'achat de billets pour eux et leurs proches, ce qui a conduit à une tribune Ouest (haute et basse) où aucun billet n'est disponible lors de l'ouverture des abonnements au grand public. Les tribunes ouest et est sont à guichets fermés pour l'ensemble de la saison, les tribunes étant composées en totalité d'abonnés.
Pour le retour du RCSA dans l'élite du football français, le nombre d'abonnements vendus pour la saison s'élève à un total record de 15 650, battant largement le record précédent qui avait été établi lors de la saison 2007-2008 avec 11 700 abonnements, et plus que doublant le chiffre de 7 573 abonnés comptabilisé la saison précédente en Ligue 2,.
De plus, le stade de la Meinau connaît plusieurs modifications durant l'intersaison afin de se conformer aux exigences de la première division, avec notamment la mise en place d'écrans géants dans les quarts de virages nord-ouest et sud-est, l'installation de la technologie sur la ligne de but ainsi que l'agrandissement du parcage visiteur.
La tribune ouest kop est sous le coup d'un huis clos partiel dès le commencement de la saison, en raison de l'usage de fumigènes lors de la dernière rencontre de la saison précédente. Trois restrictions de déplacements, exclusivement imposés par la venue en bus, sont infligées aux supporters strasbourgeois, par les préfets des départements où le RCSA joue à l'extérieur, à Saint-Etienne, Metz, et Nantes.
Le premier déplacement massif de la saison est à Lyon pour le premier match de la saison, où un parcage de 2 000 places est intégralement vendu.

## Autres équipes

### Équipe réserve
L'équipe réserve du Racing Club de Strasbourg Alsace, aussi appelée « équipe B », sert de tremplin vers le groupe professionnel pour les jeunes du centre de formation mais permet également à certains joueurs non alignés avec l'équipe professionnelle d'avoir du temps de jeu ou de récupérer d'une blessure. Elle est entraînée depuis mai 2016 par François Keller, ancien entraîneur de l'équipe première et directeur de la formation depuis 2014.
Pour la saison 2017-2018, la réserve évolue dans le groupe « Grand Est » du National 3, cinquième niveau hiérarchique du football en France. Promue de Division d'Honneur alsacienne en 2015, elle a terminé à la première place du groupe D la saison précédente, mais n'a pu être promu en National 2 pour des raisons administratives. À l'issue de la saison, les Strasbourgeois terminent quatrième de leur groupe avec quinze victoire, six matchs nuls et neuf défaites pour un total de 50 points, sachant que le club a écopé d'une pénalité d'un point. Le vainqueur du groupe est le FCSR Haguenau, qui accède au National 2.
| Rang                                             | Équipe                    | Pts  | J  | G  | N | P  | Bp | Bc | Diff |
| ------------------------------------------------ | ------------------------- | ---- | -- | -- | - | -- | -- | -- | ---- |
| 1                                                | FCSR Haguenau             | 60   | 30 | 18 | 6 | 6  | 56 | 29 | +27  |
| 2                                                | ASC Biesheim              | 51   | 30 | 14 | 9 | 7  | 46 | 35 | +11  |
| 3                                                | ES Troyes AC rés.         | 50-1 | 30 | 15 | 6 | 9  | 51 | 31 | +20  |
| 4                                                | RC Strasbourg Alsace rés. | 50-1 | 30 | 15 | 6 | 9  | 46 | 33 | +13  |
| 5                                                | CSO Amnéville             | 47   | 30 | 13 | 8 | 9  | 46 | 34 | +12  |
| 6                                                | FC Mulhouse R             | 46   | 30 | 13 | 7 | 10 | 39 | 32 | +7   |
| 7                                                | US Sarre-Union            | 45   | 30 | 13 | 6 | 11 | 53 | 43 | +10  |
| - Promu en National 2. - -1 : Point de pénalité. |                           |      |    |    |   |    |    |    |      |

### Équipe féminine
Engagée pour la première de son histoire en championnat au niveau de la première division bas-rhinoise lors de la saison 2016-2017, la section féminine du RCSA termine championne de la division et obtient la montée en Division d'Excellence départementale, deuxième niveau régional, à l'issue de la saison. L'équipe répète cette performance en terminant première du championnat, remportant treize de ses quatorze matchs.
Elle prend par ailleurs part à la Coupe de France féminine 2017-2018, 17e édition de la compétition à élimination directe organisée par la Fédération française de football (FFF) et ses ligues régionales mettant aux prises les différents clubs féminins du pays, qu'elle intègre dès le premier tour dans le cadre de la phase régionale. Initialement opposé à l'équipe de l'US Sarre-Union lors du premier tour le 10 septembre 2017, cette dernière déclare finalement forfait, Strasbourg remportant la rencontre sur tapis-vert. Le deuxième tour régional oppose le RCSA à l'entente Ernolsheim/Molsheim le 24 septembre, rencontre finalement remportée par les Strasbourgeoises aux tirs au but sur le score de 3-2 après un match nul quatre partout. Exemptée pour le troisième tour, l'équipe se déplace sur la pelouse de l'AS Mussig le 1er novembre pour la finale régionale, qualificative pour la phase fédérale de la Coupe de France. Elle ne parvient cependant pas à défaire les Mussigeoises qui s'imposent sur le score de 3-0.
| Rang                               | Équipe               | Pts | J  | G  | N | P | Bp | Bc | Diff |
| ---------------------------------- | -------------------- | --- | -- | -- | - | - | -- | -- | ---- |
| 1                                  | RC Strasbourg Alsace | 39  | 14 | 13 | 0 | 1 | 76 | 10 | +66  |
| 2                                  | FC Vendenheim 3      | 29  | 14 | 10 | 0 | 4 | 69 | 25 | +44  |
| 3                                  | FC Monswiller        | 28  | 14 | 9  | 1 | 4 | 56 | 25 | +31  |
| 4                                  | AS Pierrots Vauban 2 | 22  | 14 | 7  | 1 | 6 | 31 | 51 | -20  |
| - Promotion en Division d'Honneur. |                      |     |    |    |   |   |    |    |      |

### Équipes de jeunes
Le Racing Club de Strasbourg Alsace aligne plusieurs équipes de jeunes dans les championnats nationaux et régionaux. Parmi celles-ci, deux prennent part à des compétitions de niveau national : l'équipe des moins de 17 ans, qui évolue dans le groupe B du championnat national des moins de 17 ans, et l'équipe des moins de 19 ans qui participe quant à elle à deux compétitions nationales : le groupe B du championnat national des moins de 19 ans ainsi que la Coupe Gambardella 2017-2018, qu'elle intègre à l'occasion des soixante-quatrièmes de finale.
La Coupe Gambardella 2017-2018 est la 64e édition de la Coupe Gambardella, compétition à élimination directe organisée par la Fédération française de football (FFF) et ses ligues régionales. Elle met aux prises les équipes de moins de 19 ans des clubs à travers la France. La première rencontre des Strasbourgeois dans la compétition est la réception de l'ASM Belfort le 14 janvier 2018, qui se conclut sur une victoire des hôtes sur le score de 4-1. Les trente-deuxièmes de finale voient les Alsaciens se déplacer sur la pelouse de l'Entente Sannois Saint-Gratien le 4 février, où leur parcours prend fin à l'issue d'une défaite 2-0.
L'équipe des moins de 17 ans termine première du groupe B avec 61 points devant l'ES Troyes AC, lui permettant de se qualifier pour les quarts de finale de la phase finale, où elle affronte le Stade rennais. Le match se joue le 16 mai au stade de la Meinau et voit les Alsaciens être défaits sur le score de 5-2. L'équipe des moins de 19 ans termine quant à elle en milieu de tableau à la huitième place de son groupe avec 36 points.
| Rang                                                                                   | Équipe                 | Pts | J  | G  | N | P | Bp | Bc | Diff |
| -------------------------------------------------------------------------------------- | ---------------------- | --- | -- | -- | - | - | -- | -- | ---- |
| 1                                                                                      | RC Strasbourg Alsace   | 61  | 26 | 19 | 4 | 3 | 72 | 32 | +40  |
| 2                                                                                      | ES Troyes AC           | 59  | 26 | 18 | 5 | 3 | 58 | 24 | +34  |
| 3                                                                                      | FC Sochaux-Montbéliard | 54  | 26 | 17 | 3 | 6 | 59 | 27 | +32  |
| 4                                                                                      | FC Metz                | 53  | 26 | 17 | 2 | 7 | 54 | 24 | +30  |
| - Qualification pour la phase finale. - En course pour une place de meilleur deuxième. |                        |     |    |    |   |   |    |    |      |

| Rang                                                           | Équipe                 | Pts | J  | G  | N  | P  | Bp | Bc | Diff |
| -------------------------------------------------------------- | ---------------------- | --- | -- | -- | -- | -- | -- | -- | ---- |
| 5                                                              | AS Nancy-Lorraine      | 44  | 26 | 13 | 5  | 8  | 38 | 40 | -2   |
| 6                                                              | Olympique lyonnais     | 40  | 26 | 11 | 7  | 8  | 59 | 33 | +26  |
| 7                                                              | FC Metz                | 39  | 26 | 11 | 6  | 9  | 49 | 37 | +12  |
| 8                                                              | RC Strasbourg Alsace   | 36  | 26 | 9  | 9  | 8  | 37 | 40 | -3   |
| 9                                                              | FC Sochaux-Montbéliard | 35  | 26 | 10 | 5  | 11 | 36 | 28 | +8   |
| 10                                                             | US Torcy               | 29  | 26 | 6  | 11 | 9  | 19 | 24 | -5   |
| 11                                                             | JA Drancy              | 28  | 26 | 6  | 10 | 10 | 33 | 36 | -3   |
| - En course pour une place de meilleur douzième. - Relégation. |                        |     |    |    |    |    |    |    |      |